# Product information management
Product information management (PIM), ook wel product content management (PCM) genoemd richt zich op het ondersteunen van het verkoopproces door het geven van productinformatie. Deze informatie volgt de levenscyclus (ontwikkelproces) van het product en kan via verschillende media worden aangeboden, zoals een website of gedrukte catalogus. PIM heeft in zijn functie raakvlakken met Product Data Management en Supply Chain Management. Het verschil zit hierbij met name in de detaillering van de aangeboden informatie en de ontwikkelstatus van het product.

## Eisen
De volgende eisen spelen een rol bij toepassing van PIM:
1. Import- en transformatiemogelijkheden
2. Export van productgegevens in verschillende formaten
3. Synchronisatiemogelijkheden met andere systemen
4. Integratie van verschillende vormen van content (bijvoorbeeld koppeling met afbeeldingen)
5. Contentvalidatie: versiebeheer
6. Lokaliseringsmogelijkheden
7. Taxonomieondersteuning
8. Gebruikersfunctionaliteiten

## Typen PIM-software
Er zijn grofweg drie typen PIM-systemen te onderscheiden, elk vanuit een eigen toepassingsgebied.
Lifecycle PIM richt zich primair op het beheren van productinformatie tijdens ontwikkelings- en productieprocessen Dit type wordt vaak ingezet binnen R&D-afdelingen en sluit functioneel aan op ERP-systemen doordat het zich bezighoudt met interne specificaties en technische gegevens.
E-commerce PIM is ontwikkeld voor het beheren en verspreiden van productdata naar digitale verkoopkanalen zoals webshops, marktplaatsen en vergelijkingssites. Hierbij ligt de nadruk op constistentie en snelheid van publicatie in verschillende (internationale) omgevingen.
Advisory PIM is vooral gericht op het commerciële en adviserende proces. Dit type PIM biedt tools voor bijvoorbeeld productconfiguratie, systeemsamenstelling en documentgeneratie. Het ondersteunt verkoopteams bij het doen van gepersonaliseerde aanbevelingen en is met name geschikt voor sectoren met complexe producten of voor producten die vragen om een specifieke verwerkingswijze zoals in de bouw.

## Productclassificatie en standaarden
Omdat productdata via PIM-software uitgewisseld kan worden met derden, denk aan handelspartners, klanten en eindgebruikers, speelt productclassificatie een rol. Hierbij wordt een product op basis van universele, internationale, kenmerken ingedeeld, waardoor het makkelijk te herkennen, te vinden en met andere producten in de merkt te vergelijken is. De Global Product Classification van GS1 is hiervan een voorbeeld, maar er zijn ook standaarden die zich op een specifieke branche richten. Een voorbeeld daarvan is ETIM, dat in de installatie- en bouwsector gebruikt wordt.
In toenemende mate spelen PIM-pakketten in op digitale stelsels. Met een digitaal stelsel wordt uitwisseling van informatie, waaronder productdata, binnen een branche gestimuleerd en verbeterd. Een voorbeeld is Peppol voor de overheidssector en het (Nederlandse) Digitaal Stelsel Gebouwde Omgeving (DSGO) voor de bouw- en installatiesector. Door PIM-software compatibel te maken met het stelsel, kan gebruik gemaakt worden van de verschillende standaarden die in de betreffende sector van toepassing zijn. Zo maakt het DSGO gebruik van DICO en verschillende BIM-georienteerde standaarden zoals IFC, NL-SfB, STABU2 en RAW.